# The Big Bang (Doctor Who)
"The Big Bang" (intitulado "O Big Bang" no Brasil) é o décimo terceiro e último episódio da quinta temporada da série de ficção científica britânica Doctor Who, transmitido originalmente através da BBC One e BBC HD em 12 de junho de 2010. É a segunda parte do season finale da temporada, iniciado por "The Pandorica Opens". Ambos foram escritos por Steven Moffat e dirigidos por Toby Haynes.
Continuando a partir dos eventos do episódio anterior, o alienígena viajante do tempo conhecido como o Doutor (Matt Smith) está preso na Pandorica, uma prisão da qual é impossível escapar, sua máquina do tempo, a TARDIS, explode com a arqueóloga viajante no tempo River Song (Alex Kingston) dentro, e a acompanhante do Doutor, Amy Pond (Karen Gillan) é morta por uma réplica Auton de seu noivo Rory Williams (Arthur Darvill). À medida que o universo entra em colapso, o Doutor usa a viagem no tempo para resolver esses problemas e, finalmente, reiniciar o universo.
O episódio mostra o clímax do arco de personagem de Amy e do arco de história da temporada sobre as rachaduras no universo, embora Moffat tenha optado por deixar algumas coisas sem explicação. Ocorrendo principalmente em um museu, a maioria das cenas foram filmadas no Brangwyn Hall em fevereiro de 2010. Foi visto por 6,696 milhões de telespectadores no Reino Unido e recebeu um Índice de Apreciação do público de 89, o maior da quinta temporada. Recebeu em sua maioria críticas positivas dos avaliadores, embora muitos tenham comentado sobre a natureza complicada da trama e se alguns aspectos faziam sentido. As duas partes da história ganharam o Prêmio Hugo de 2011 de Melhor Apresentação Dramática (Forma Curta).

## Enredo
A explosão da TARDIS faz com que o universo nunca tenha existido, exceto a Terra, sua Lua e um objeto semelhante ao Sol. Na Grã-Bretanha romana, a versão Auton de Rory lamenta por ter matado Amy. O Doutor aparece para ele, entregando-lhe sua chave de fenda sônica para libertar sua versão presa na Pandorica antes de desaparecer. Quando Rory o faz, o Doutor liberto coloca o corpo de Amy dentro da Pandorica, que irá restaurá-la assim que receber uma impressão de seu DNA vivo. O Doutor então usa o manipulador de vórtice de River Song para avançar quase dois milênios; Rory, em seu corpo eterno de Auton, decide ficar com Amy e protegê-la.
Em 1996, uma Amelia de sete anos recebe instruções do Doutor que a levam a tocar na Pandorica em um museu. Isso permite que Amy seja revitalizada e liberta. Elas logo se juntam ao Doutor e Rory, agora guarda do local, e são perseguidos por um Dalek restaurado pela luz da prisão. O Doutor usa o manipulador de vórtice para voltar e dar a Rory sua chave de fenda. À medida que o universo continua a entrar em colapso, Amelia desaparece e o Doutor descobre que o "sol" é a TARDIS ainda explodindo; River, presa dentro da nave, é mantida viva em um loop temporal, mas é salva pelo Doutor.
O Doutor cria uma distração para o Dalek, permitindo-lhe equipar a Pandorica para voar até a explosão da TARDIS, usando o que existe do universo original dentro da prisão para criar um segundo Big Bang. Antes disso, ele instrui Amy a se concentrar em sua família e Rory para restaurá-los no novo universo. O Doutor começa a testemunhar os acontecimentos de sua vida ao contrário, à medida que as rachaduras no universo se fecham, mas ele tem que ficar fora deste novo universo para que isso aconteça. Depois de um último adeus a Amelia na noite em que se conheceram, ele entra nas frestas e desaparece.
Amy acorda em sua casa em 2010 e descobre que seus pais e Rory foram trazidos de volta à existência. Ela e Rory então comemoram o dia de seu casamento, onde River deixa seu diário para ela, o que a leva a chamar o Doutor. Ela interrompe o discurso do pai, implorando ao Doutor que compareça ao casamento, fazendo com que ele retorne. A bordo da TARDIS, o Doutor explica a Amy e Rory que permanecem questões sem resposta sobre a explosão da TARDIS.

## Produção

### Roteiro
Aspectos de "The Big Bang" foram descritos pelo escritor principal e produtor executivo Steven Moffat enquanto ele planejava o arco da temporada. Moffat afirmou que deixou espaço para improvisar a história e ficou satisfeito com o resultado, descrevendo-o como "louco" e "incrível". Ele afirmou que o título "The Big Bang" é sua piada suja favorita de Doctor Who, pois é uma referência ao fato de Amy e Rory conceberem sua filha na TARDIS naquela noite, conforme revelado na sexta temporada  em "A Good Man Goes to War". Karen Gillan descreveu a vigília de Rory por Amy como o "gesto romântico definitivo" que mostrou o quanto ele amava a personagem, e foi onde Amy percebeu o quanto ela o amava. Moffat pensou que ficar de guarda por dois mil anos compensaria o fato de atirar nela. Moffat sempre pretendeu que Amy e Rory se casassem "desde o início". O roteirista descreveu a conclusão como a história de como Amy foi mudada pelo Doutor e pelo sucesso dele em restaurar seu espírito para a garota que ele conheceu, acreditando que um homem poderia cair do céu e "consertar tudo". No entanto, ele não voltou para buscá-la como havia prometido e ela passou a acreditar que ele era um mentiroso e não confiável; Amy retorna à sua crença original quando se levanta em seu casamento e proclama que o Doutor é real e que chegará. Embora o episódio seja o fim da temporada, Moffat deixou questões a serem respondidas na seguinte, incluindo o mistério da identidade de River Song e o "Silêncio" que pareceu causar a explosão da TARDIS.
"The Big Bang" revisita deliberadamente várias cenas do início da temporada. A primeira cena do episódio reflete o início de "The Eleventh Hour". À medida que o Doutor retrocede em sua vida, ele vê eventos relacionados a "The Lodger", mas que não foram mostrados naquele episódio. Sua conversa com Amy durante os eventos de "Flesh and Stone", porém, já havia sido mostrada. Foi filmado em close-up extremo, mas a jaqueta de tweed do Doutor ainda está visível, que sua versão daquele episódio havia perdido anteriormente para os Weeping Angels.
Moffat achou interessante que o Doutor experimentasse regularmente o tempo fora de ordem e estivesse acostumado a um tipo totalmente diferente de causalidade. Ele acreditava que o personagem tentaria trapacear e quebrar suas próprias regras para salvar o universo do colapso. A viagem no tempo usada no episódio é compatível com a teoria da viagem no tempo. Como o episódio apresenta muitos "saltos no tempo" quando o Doutor viaja de volta para fazer coisas vistas nos créditos iniciais, Moffat decidiu torná-lo menos complicado, permitindo que o público descobrisse as coisas antes que elas ocorressem. Ele fez isso chamando a atenção para o futuro Doutor nas cenas de abertura, fazendo-o usar um fez e segurar um esfregão, e à medida que os espectadores vissem o Doutor adquirir esses itens mais tarde, eles começariam a conectar os eventos. Moffat mencionou o fez aos seus colegas produtores executivos Piers Wenger e Beth Willis; ambos estavam preocupados que Smith se apegasse demais ao chapéu e quisesse incorporá-lo em sua roupa, mas Moffat garantiu-lhe que estava planejando destruí-lo. Wenger afirmou mais tarde que Smith era "uma das poucas pessoas que consegue parecer bem com um fez".

### Filmagens e efeitos

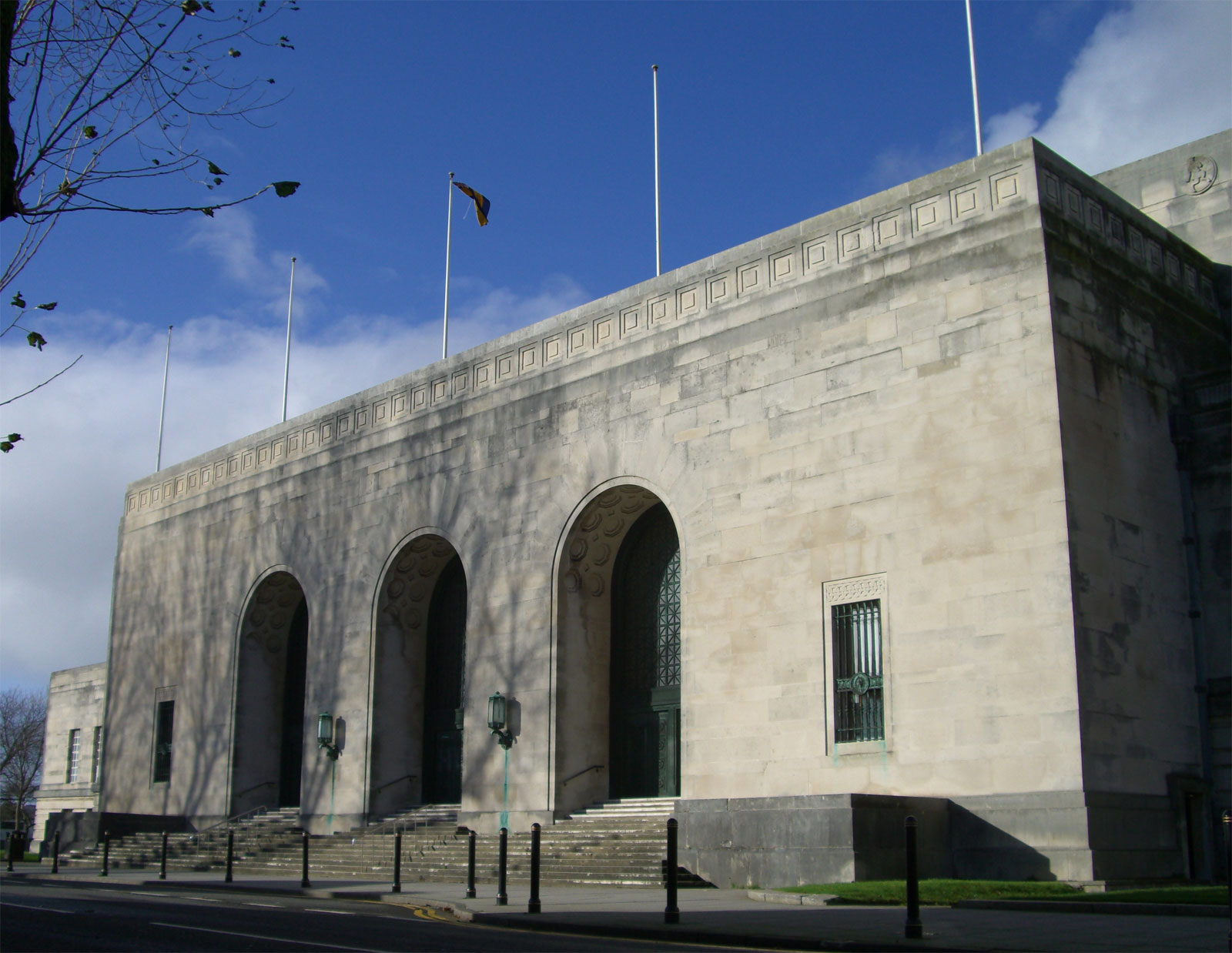
Brangwyn Hall, que foi usado como locação principal para o museu visto no episódio

A leitura do roteiro de "The Big Bang" ocorreu em 13 de janeiro de 2010 no Upper Boat Studios. O episódio foi filmado no sexto bloco de produção da temporada junto com "The Pandorica Opens". O Doutor visita episódios anteriores enquanto está sendo apagado da história; essas cenas, ocorridas em "Flesh and Stone" e "The Lodger", foram filmadas com seus respectivos episódios. As primeiras cenas filmadas para "The Big Bang" foram filmadas no cenário da TARDIS, incluindo a última cena. O início do episódio, em que o Doutor do futuro confronta Rory, foi filmado em 5 de fevereiro de 2010 no Margam Country Park, Port Talbot. Como foi filmado perto do final da produção da temporada, "The Big Bang" teve um orçamento de efeitos menor do que outros episódios, mas isso foi compensado com iluminação cinematográfica. A TARDIS aparece no vórtice do tempo durante os créditos finais, uma ideia do diretor Toby Haynes.
Brangwyn Hall em Swansea foi usado como museu. Haynes queria que parecesse "enorme e misterioso" e treinou Caitlin Blackwood para "viver o momento". A sequência de abertura com a jovem Amelia é filmada a partir de sua altura foi inspirada nos filmes de Steven Spielberg, nos quais as pessoas olhavam as coisas com admiração. Durante esta cena, Haynes tocou música apropriada para ajudar Blackwood a entrar no clima, como havia feito durante cenas semelhantes ao dirigir "The Pandorica Opens". O cenário estava cheio de coisas que pareceriam exposições típicas durante o dia, mas pareciam assustadoras à noite. As exposições também incluíam anomalias históricas que foram o resultado do colapso da história, como os pinguins no Nilo. Embora Blackwood tenha aparecido como a versão de Amy de sete anos em "The Eleventh Hour", o episódio marcou a primeira vez que ela e Gillan - que são primas - atuaram juntas. Gillan inicialmente achou isso "estranho", mas comentou que eles rapidamente se acostumaram. As duas versões de Amy foram propositalmente vestidas com cores semelhantes. A sequência introdutória termina com Amy dizendo a si mesma mais jovem "Ok, garota, é aqui que fica complicado" depois que ela é revelada dentro da Pandorica. Moffat, depois de ver a versão inicial da cena, ordenou que a sequência fosse refeita, pois Gillan havia dito "muito complicado", o que transmitia um significado diferente. Como o tempo de filmagem no museu estava acabando, todas as tomadas voltadas para a Pandorica foram filmadas três semanas depois no cenário da câmara dela.

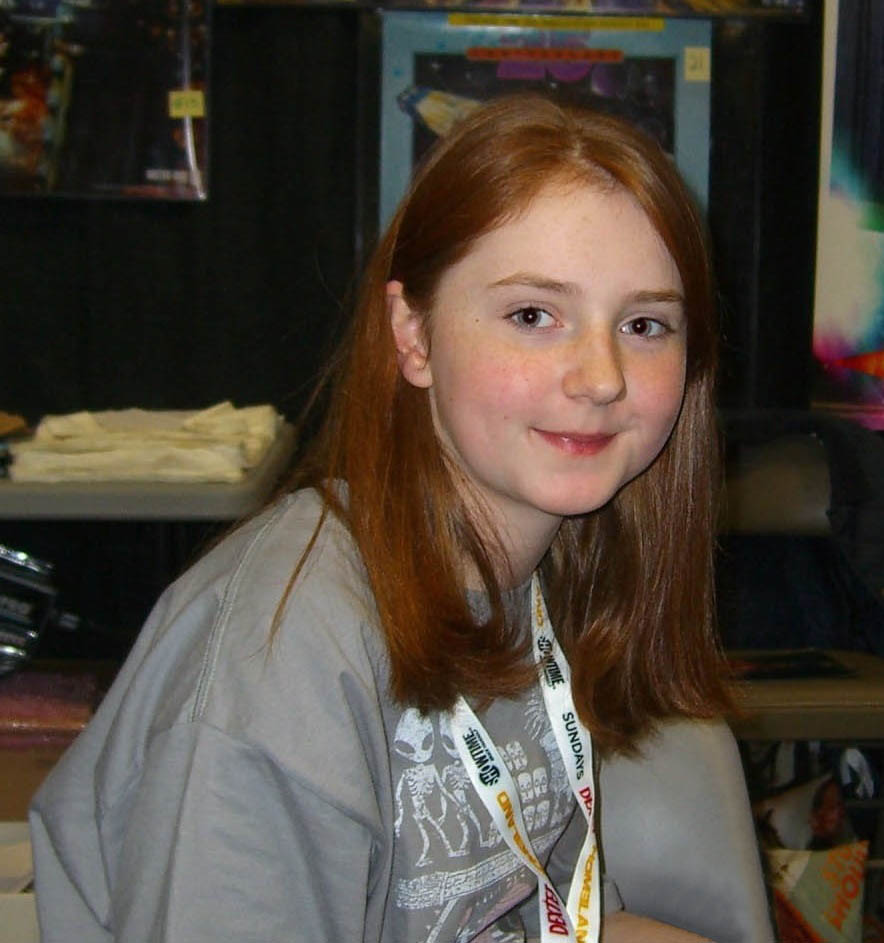
A sequência de abertura foi filmada na altura da jovem Amelia, interpretada por Caitlin Blackwood

Durante a cena em que o Doutor e Rory estão conversando depois que este o deixou sair da Pandorica, um dos Daleks de pedra deveria se mover, operado pelo próprio Haynes. No entanto, a ideia foi cortada da versão final. Um dublê de Smith executou a sequência em que uma versão futura do Doutor que havia sido baleada por um Dalek cai das escadas do museu; ele fez a manobra três vezes antes de Haynes capturar os ângulos e fotos que queria.  No comentário do DVD, o diretor afirmou que a cena do episódio é principalmente a primeira tomada. O traje de River no episódio pretendia se assemelhar aos usados pela Princesa Leia e Han Solo nos filmes de Star Wars, então ela parecia uma "Han Solo feminina".
Originalmente, houve uma cena em que os quatro personagens principais se reuniram no museu, onde Amy teve um "colapso" e Rory garantia que estava tudo bem; isso foi cortado devido a problemas de ritmo, o que agradou Arthur Darvill, pois ele não gostou de sua atuação. Gillan afirmou que o episódio foi o "mais difícil" para ela, pois foi "um grande clímax para Amy e sua história que vem sendo construída ao longo da temporada... apenas exigiu muita concentração e emoção." Em agosto de 2011, ela afirmou que a despedida do Doutor e Amy foi a cena mais emocionante para ela filmar. A cena em que o Doutor faz um discurso final para a jovem Amelia não foi filmada com Smith e Blackwood no mesmo cenário. O diálogo de Smith foi filmado primeiro no quarto, enquanto o canto com a cama foi recriado e filmado com Blackwood como pick-up, que adormeceu durante as filmagens. A recepção de casamento de Amy e Rory foi filmada no Miskin Manor. Gillan achou estranho usar o vestido de noiva, enquanto Darvill se sentiu como se estivesse invadindo o casamento de outra pessoa, já que não conhecia nenhum dos figurantes ali. Haynes queria primeiro mostrar a revelação de que a TARDIS apareceria na recepção de uma forma pequena, com pequenas alterações, como o tilintar dos vidros e o lustre balançando, e construí-la a partir daí. Moffat pensou que Amy iria querer um grande casamento com muita dança. No roteiro estava escrito que o Doutor era um "péssimo dançarino" e dançava como uma "girafa bêbada", e Smith também criou sua própria coreografia.

## Transmissão e recepção
"The Big Bang" foi transmitido pela primeira vez no Reino Unido na BBC One e BBC HD em 26 de junho de 2010, das 18h05 às 19h00. Possivelmente devido ao horário de início mais cedo do que o costume, a avaliação inicial da audiência durante a noite de estreia mostrou que o episódio foi assistido por 5,09 milhões de telespectadores, com 4,64 milhões na BBC One e mais 445 000 na BBC HD. Quando a audiência final consolidada foi calculada, os telespectadores aumentaram para 6,696 milhões de pessoas, com 6,118 milhões na BBC One e 578 000 na BBC HD.  Recebeu Índice de Apreciação do público de 89, o mais alto da temporada e dos quatro principais canais no dia em que foi transmitido.
O episódio foi lançado na Região 2 em DVD e Blu-ray em 6 de setembro de 2010 junto com "Vincent and the Doctor", "The Lodger" e "The Pandorica Opens". Foi então relançado como parte da coleção completa da quinta temporada em 8 de novembro do mesmo ano.

### Recepção critica
"The Big Bang" recebeu críticas positivas dos avaliadores. Richard Edwards, da SFX Magazine, classificou-o com cinco de cinco estrelas e escreveu: "Steven Moffat realiza o feito notável de fazê-lo parecer o desfecho lógico do passeio da semana passada." Embora tenha notado que o cenário do "fim do mundo" era muito comum, ele disse que nunca "foi tão agradavelmente complexo" e que "mesmo que haja vários buracos na trama, é difícil ficar muito preocupado com eles quando a história traz um impacto emocional tão forte". Simon Brew, do Den of Geek, também deu uma crítica positiva ao episódio, escrevendo: "se você estava esperando um blockbuster simples e fácil de explicar de um final de temporada de Doctor Who, você simplesmente não encontraria isso aqui. Em vez disso, se você estava procurando por algo realmente muito ambicioso, muitas vezes bastante confuso, mas no final das contas muito mais satisfatório, então 'The Big Bang' acertou em cheio."
Matt Wales da IGN deu ao episódio uma classificação de 10 em 10 de "Magistral", descrevendo-o como "aventura maravilhosamente arregalada e genuinamente mágica" e acrescentando que "terminou a temporada em um ponto alto inquestionável". Keith Phipps do The A.V. Club deu a "The Big Bang" um "B+", descrevendo-o como "não totalmente bem-sucedido... a ação climática é um pouco apressada e o epílogo muito relaxado". Embora tenha sido "ainda mais satisfatório e repleto de grandes momentos", ele achou que parecia "uma decepção depois do excelente 'Pandorica Opens' da semana passada". Sam McPherson do Zap2it deu uma nota "A" e o descreveu como "uma ótima conclusão para uma grande temporada" e embora "todo o enredo de resgate do universo fosse um pouco chato... os personagens fizeram do episódio um dos melhores sempre". No entanto, ele desejou que mantivesse o tom mais sombrio de "The Pandorica Opens", rotulando "The Big Bang" como "uma decepção tonal".
Dan Martin, do The Guardian, escreveu que o "final foi brilhante - um clássico conto de fadas moderno que se desenrola diante de nossos olhos". Gavin Fuller, escrevendo para o The Daily Telegraph, resumiu o episódio como "interessante e agradável, mas não exatamente a conclusão espetacular que você poderia esperar". Ele elogiou particularmente a representação do Doutor por Matt Smith nas cenas de seu sacrifício e retrocesso de sua linha do tempo, e também descreveu a apresentação do universo em colapso como "eficaz". No entanto, Fuller fez algumas críticas à trama, considerando-a potencialmente confusa. Ele também expressou desapontamento com as soluções "fáceis" para alguns dos problemas enfrentados pelo Doutor neste episódio. Fuller também escreveu que as soluções do episódio eram "de natureza bastante paradoxal [já que o Doutor] só escapa quando Rory o deixa sair uma vez que o Doutor recebe os meios para fazê-lo viajando de volta no tempo depois de escapar", embora Martin no The Guardian tenha desculpado esse paradoxo devido ao episódio ter sido ambientado "no centro da tempestade enquanto a história entra em colapso [e então] ... dificilmente trabalhando de acordo com as mesmas regras".
Junto com "The Pandorica Opens", "The Big Bang" o Prêmio Hugo de 2011 de Melhor Apresentação Dramática (Forma Curta). Esta foi a quinta vez que Doctor Who ganhou o prêmio e a quarta vez que um episódio de Steven Moffat foi o vencedor. Em fevereiro de 2013, Moffat afirmou que "The Big Bang" era seu favorito entre os episódios de Doctor Who que ele havia escrito até aquele momento. "Achei que foi um episódio ótimo, divertido, engraçado e espirituoso. Fiquei orgulhoso disso."